# Raniero Gnoli
Raniero Gnoli (Roma, 20 gennaio 1930 – Roma, 5 maggio 2025) è stato un orientalista, storico delle religioni e indologo italiano.

## Biografia
Allievo di Giuseppe Tucci e di Mario Praz, Raniero Gnoli fu professore ordinario di Indologia presso l'Università degli Studi di Roma La Sapienza dal 1964 al 2000, nonché decano della "Facoltà di Studi Orientali" nella medesima università.
Celebre sanscritista, il suo ambito di ricerca riguardò le teologie e le filosofie religiose dell'India, in particolar modo quelle inerenti al tantrismo śivaita medievale (o Shivaismo kashmiro), alle scuole della logica buddhista e alle dottrine esposte nel Kālacakratantra.
Raniero Gnoli fu anche il primo a tradurre dal sanscrito nelle lingue occidentali numerosi testi appartenenti alle tradizioni religiose indiane, contribuendo in modo determinante a una definizione più precisa della relativa terminologia. Resta ancora oggi l'unico nel mondo ad aver tradotto per intero l'opera capitale del filosofo indiano Abhinavagupta, il Tantrāloka (Luce delle scritture, UTET, 1972).
Esperto anche di cultura greco-romana, compilò Marmora romana (I ed. 1971), un accurato "studio delle pietre da decorazione usate dagli antichi, cioè dei marmi che, nell'accezione classica della parola, comprendono tutte le pietre da decorazione suscettibili di pulimento".
Raniero Gnoli, morto il 5 maggio 2025 all'età di 95 anni, era fratello dell'iranista Gherardo Gnoli.

## Opere
L'elenco completo delle opere di Raniero Gnoli è stato pubblicato in una raccolta di studi in suo onore: Le parole e i marmi  (a cura di Raffaele Torella). Roma, IsIAO, 2001, pagg. XVII-XX.

Tra queste ricordiamo:
- Marmora Romana, Roma, Edizioni dell'Elefante, 1971, 1988; Milano, La nave di Teseo, 2018
- Tredici poesie. Roma, Edizioni dell'Elefante, 1981
- Ricordo di Giuseppe Tucci, Roma, IsIAO, 1985.
- The aesthetic experience according to Abhinavagupta. Roma, IsIAO, 1956.
- Nepalese inscriptions in gupta characters.  Roma, IsIAO, 1956.
- Poesie per Maia. Roma, La Lepre Edizioni, 2024.

### Traduzioni e curatele
- Abhinavagupta, Abhinavagupta. Luce delle sacre scritture, Torino, Unione tipografico-editrice torinese, 1972.
- Abhinavagupta, Il commento di Abhinavagupta alla Paratrimsika,  (Parātrimśikātattvavivarana), Roma, IsIAO, 1985.
- Dharmakirti, The Pramanavarttikam of Dharmakirti. The First Chapter with Autocommentary (Pramānavārttikasvavrtti), Roma, IsIAO, 1960.
- Gabriele Faerno, Favole scelte. Roma, Edizioni dell'Elefante, 1970.
- Nāgārjuna, Le stanze del Cammino di mezzo (Madhyamaka Kārikā), introduzione, traduzione e note, Torino, Boringhieri, 1979.
- Udbhata, Udbhata's commentary on the Kavyalankara of Bhāmaha Roma, IsIAO, 1962.
- La Rivelazione del Buddha, 2 voll., Milano, I Meridiani Mondadori, 2001-2004 (vol. 1 I testi antichi, 2001; vol. 2 Il grande veicolo, 2004).